# Yokouchi Akinobu
Akinobu Yokouchi (sinh ngày 30 tháng 11 năm 1967) là một cầu thủ bóng đá người Nhật Bản.

## Sự nghiệp câu lạc bộ
Akinobu Yokouchi đã từng chơi cho Sanfrecce Hiroshima.

## Thống kê câu lạc bộ

### J.League
| Đội                 | Năm       | J.League | J.League | J.League Cup | J.League Cup | Tổng cộng | Tổng cộng |
| Đội                 | Năm       | Trận     | Bàn      | Trận         | Bàn          | Trận      | Bàn       |
| ------------------- | --------- | -------- | -------- | ------------ | ------------ | --------- | --------- |
| Sanfrecce Hiroshima | 1992      | -        | -        | 4            | 0            | 4         | 0         |
| Sanfrecce Hiroshima | 1993      | 2        | 0        | 5            | 1            | 7         | 1         |
| Sanfrecce Hiroshima | 1994      | 0        | 0        | 0            | 0            | 0         | 0         |
| Sanfrecce Hiroshima | 1995      | 2        | 0        | -            | -            | 2         | 0         |
| Tổng cộng           | Tổng cộng | 4        | 0        | 9            | 1            | 13        | 1         |